# Barbacenia aurea
Barbacenia aurea är en enhjärtbladig växtart som beskrevs av Lyman Bradford Smith och Edward Solomon Ayensu. Barbacenia aurea ingår i släktet Barbacenia och familjen Velloziaceae. Inga underarter finns listade.